# رادوشوویتسه (ناحیه چسکه بودیوویتسه)
رادوشوویتسه (به چکی: Radošovice) یک منطقهٔ مسکونی در جمهوری چک است که در شهرستان چسکه بودیوویتسه واقع شده‌است. رادوشوویتسه ۹٫۷۳ کیلومتر مربع مساحت و ۱۷۶ نفر جمعیت دارد و ۴۳۳ متر بالاتر از سطح دریا واقع شده‌است.